# Zoisk
Zoisk er en eksperimentalfilm fra 1999 instrueret af Lene Boel.

## Handling
En spacefabel. Zoisk vågner op efter lang tids dvale og hvirvles ud på en forunderlig rejse igennem vilde landskaber og gennem underjordiske tunneller på månen Io. En dansevideo.